# Craspedometopon frontale
Craspedometopon frontale är en tvåvingeart som beskrevs av Kertesz 1909. Craspedometopon frontale ingår i släktet Craspedometopon och familjen vapenflugor. Inga underarter finns listade i Catalogue of Life.